# Wolfgang Böker
Hans Wolfgang Böker (Jena, 22 marzo 1933 – Jena, 4 ottobre 2024) è stato uno psichiatra tedesco.

## Biografia
Dopo aver frequentato il liceo a Friburgo in Brisgovia, Böker ha studiato medicina, dal 1952 al 1957, presso l'Università di Friburgo e l'Università di Innsbruck. Nel 1957 ha conseguito la laurea e superato l'esame di stato per l'esercizio della professione medica, mentre nel 1960 ha conseguito il dottorato a Friburgo. Dal 1960 al 1967 ha compiuto la sua formazione come specialista in psichiatria, neurologia e psicoterapia a Friburgo, Zurigo e Heidelberg. Nel 1968 è divenuto primario della Clinica universitaria di psichiatria sociale di Mannheim e docente presso la Facoltà di filosofia dell'Università di Mannheim e in seguito direttore della clinica. Nel 1972, presso l'Università di Heidelberg, ha ottenuto l'Habilitation come Privatdozent in psichiatria e nel 1974 consiglio scientifico e professore straordinario. A partire dal 1979 è stato professore di Psichiatria presso l'ateneo di Berna e direttore dell'Ospedale psichiatrico dell'Università fino al pensionamento nel 1998.

## Opere
- (con Michele Risso), Verhexungswahn: Aus der Psychiatrischen Universitäts-Klinik, Bern. Ein Beitrag zum Verständnis von Wahnerkrankungen süditalienischer Arbeiter in der Schweiz (Serie Bibliotheca psychiatrica et neurologica, vol. 124), Karger, Basilea, 1964.
  - trad. it.: Sortilegio e delirio. Psicopatologia dell'emigrazione in prospettiva transculturale, a cura di Vittorio Lanternari, Virginia De Micco, Giuseppe Cardamone, Liguori editore, 1992[2004]2 ISBN 88-207-2161-9.
- (con Heinz Häfner), Gewalttaten Geistesgestörter: Eine psychiatrisch-epidemiologische Untersuchung in der Bundesrepublik Deutschland, Springer Verlag, Berlino, 1973, ISBN 3-540-06225-4.
- (con Hans Dieter Brenner), Behandlung schizophrener Psychosen (Serie Klinische Psychologie und Psychopathologie, vol. 64). Enke, Stoccarda, 1997 ISBN 3-432-27731-8.
- (con Jiří Modestin, Marianne Lerch), Burnout in der psychiatrischen Krankenpflege: Resultate einer empirischen Untersuchung (Serie Monographien aus dem Gesamtgebiete der Psychiatrie, vol. 74). Springer, Berlino, 1994 ISBN 3-540-57860-9.